# Meinhardswinden

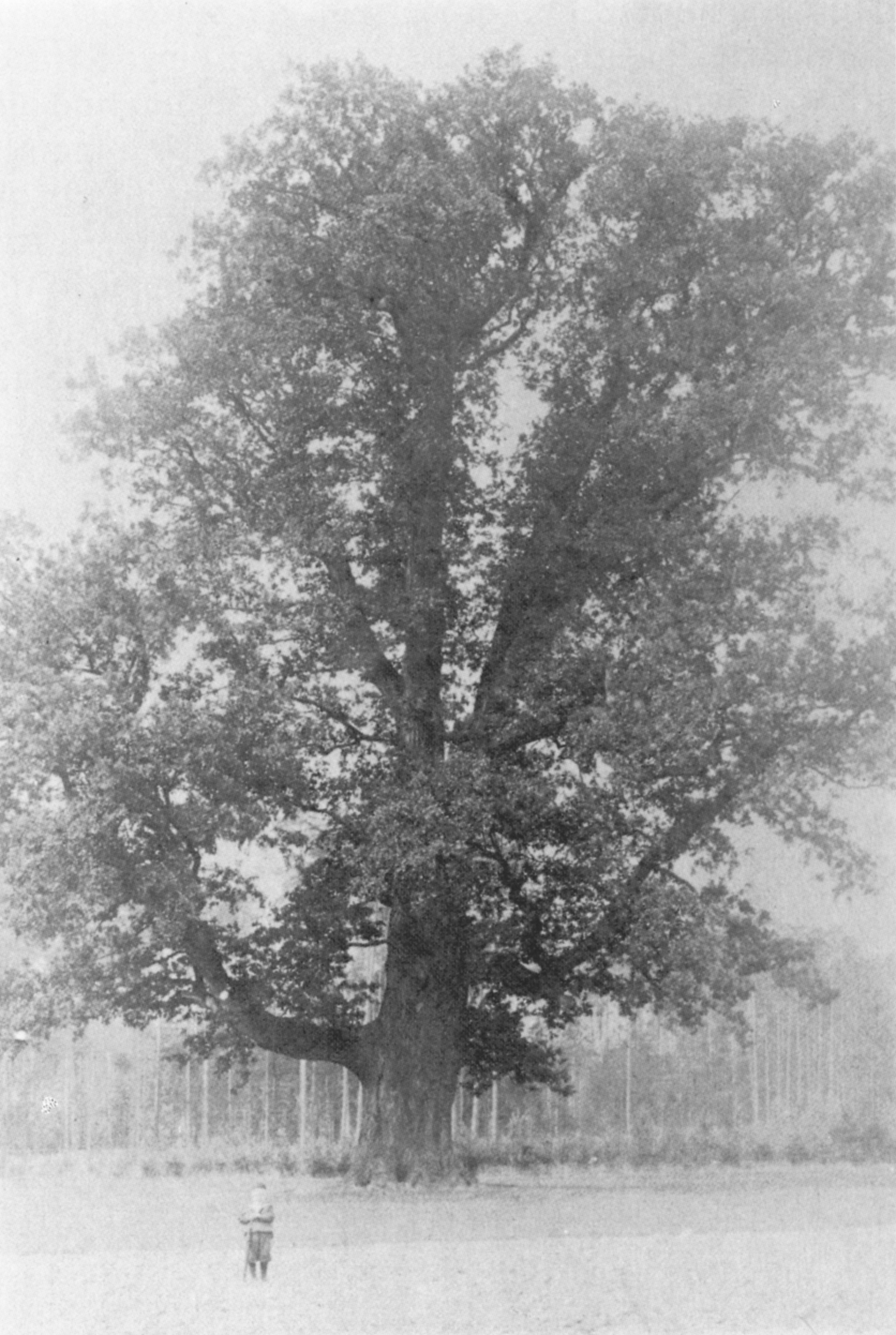
Die sogenannte „Dicke Eiche“ in Meinhardswinden. Die ca. 1000 Jahre alte Eiche musste nach einem Feuerschaden 1911 gefällt werden. Sie erbrachte 75 Ster Holz.

Meinhardswinden ist ein Gemeindeteil der kreisfreien Stadt Ansbach (Mittelfranken, Bayern). Meinhardswinden liegt in der Gemarkung Bernhardswinden.

## Geografie
Das Pfarrdorf ist von drei Seiten (im Westen, Norden und Osten) vom großen Waldgebiet der Feuchtlach umgeben. Südwestlich des Orts entspringt der Meinhardswindener Graben, ein linker Zufluss des Silberbachs. 0,5 km östlich liegt der Pfaffenbuck. Dort entspringt der Feuchtlachgraben, ein linker Zufluss des Silberbachs. Im Süden liegt das Gsendnersfeld.
Die Kreisstraße ANs 3 führt nach Ansbach (1,3 km nordöstlich) bzw. Bernhardswinden (1,7 km südlich). Eine Gemeindeverbindungsstraße führt nach Kurzendorf (1,8 km südwestlich).

## Geschichte
911 wurde von König Konrad I. auf dem Reichstag zu Forchheim beschlossen, Wenden aus dem Maingebiet dem St. Gumbertuskloster Ansbach zuzuweisen. Diese wurden im 10. Jahrhundert in einem Ring um Ansbach angesiedelt. Meinhardswinden gilt als die letzte Ortsgründung für dieses Gebiet. Im Testament des Wolfram von Dornberg wurde der Ort 1288 erstmals als „Minhartswinden“ urkundlich erwähnt. Am Grundwort „–winden“ ist bereits erkennbar, dass es sich bei diesem Ort um eine solche Wendensiedlung handelt. Das Bestimmungswort ist Meinhard bzw. Meginhard, der Personenname des Gründers.
Im 16-Punkte-Bericht des Oberamtes Ansbach von 1684 wurden für Meinhardswinden ein Gemeindehirtenhaus und zehn Mannschaften verzeichnet (3 Höfe, 5 Güter, 1 Gütlein, 1 Häuslein). Alle Anwesen hatten das Hofkastenamt Ansbach als Grundherrn. Das Hochgericht und die Dorf- und Gemeindeherrschaft übte das brandenburg-ansbachische Hofkastenamt Ansbach aus.
Gegen Ende des 18. Jahrhunderts gab es in Meinhardswinden 16 Anwesen (1 Hof, 5 Halbhöfe, 5 Köblergüter, 1 Söldengüter, 4 Leerhäuser). Das Hochgericht, die Dorf- und Gemeindeherrschaft und die Grundherrschaft über alle Anwesen übte weiterhin das Hofkastenamt Ansbach aus. hatte das Hofkastenamt Ansbach inne. Neben den Anwesen gab es noch kommunale Gebäude (Hirtenhaus, Brechhaus). Von 1797 bis 1808 unterstand der Ort dem Justiz- und Kammeramt Ansbach.
Im Rahmen des Gemeindeedikts wurde Meinhardswinden dem 1808 gebildeten Steuerdistrikt Brodswinden und der 1811 gegründeten Ruralgemeinde Brodswinden zugeordnet. Am 20. September 1860 wurde Meinhardswinden in die neu gebildete Gemeinde Bernhardswinden umgemeindet.
Am 9. April 1911 wurde durch Brandstiftung die 1000 Jahre alte Eiche niedergebrannt. Nach diesem uralten Baum wurde später eine Gastwirtschaft benannt.
Ab den 1930er Jahren entstand im Rahmen des Reichsheimstätten-Baus eine Siedlung bei Meinhardswinden. Nach dem Kriegsende entschloss sich die Stadt Ansbach wegen der großen Wohnungsnot vier weitere Baracken mit zwölf Wohnungen zu errichten. 1949 begann unter der Leitung von Wilhelm Kugler der Bau der Eisenbahnersiedlung an der Finkenstraße. Die Josefsstiftung der Erzdiözese Bamberg errichtete ab 1949 weitere acht Wohnhäuser mit 18 Wohnungen. Schließlich baute 1955 der Bund der Kinderreichen im deutschen Familienverband 18 Einfamilien- und Reihenhäuser. Die Siedlung Meinhardswinden (237 Einwohner) wurde bereits im Oktober 1950 nach Ansbach eingemeindet. Das Dorf wurde im Zuge der Gebietsreform in Bayern am 1. Juli 1972 nach Ansbach eingemeindet.

## Einwohnerentwicklung
| Jahr      | 001818 | 001840 | 001861 | 001871 | 001885 | 001900 | 001925 | 001950 | 001961 | 001970 | 001987 |
| Einwohner | 94     | 96     | 96     | 94     | 103    | 95     | 83     | 132    | 134    | 128    | 130    |
| Häuser    | 16     | 16     |        |        | 19     | 19     | 16     | 22     | 24     |        | 33     |
| Quelle    | [ 15 ] | [ 16 ] | [ 17 ] | [ 18 ] | [ 19 ] | [ 20 ] | [ 21 ] | [ 22 ] | [ 23 ] | [ 24 ] | [ 1 ]  |

## Religion
Der Ort ist seit der Reformation evangelisch-lutherisch geprägt und war ursprünglich nach St. Johannis (Ansbach) gepfarrt, seit 1961 gehören sie zur Pfarrei Christuskirche (Meinhardswinden). Die Einwohner römisch-katholischer Konfession sind nach St. Ludwig (Ansbach) gepfarrt und gehören zu deren Filialkirchengemeinde Unsere Liebe Frau (Meinhardswinden).

## Vereine
- SV Meinhardswinden (Fußball)

## Bildungseinrichtungen
- evangelisch-lutherischer Kindergarten der Christuskirche
- Waldschule (Grundschule), 1954 wurde die Schule gebaut